# Draft NBA 2014
Il Draft NBA 2014 si è svolto il 26 giugno 2014 al Barclays Center di Brooklyn, New York. Il sorteggio per l'ordine delle chiamate è stato effettuato il 20 maggio 2014. La prima scelta, che per la terza volta in quattro anni è spettata ai Cleveland Cavaliers, è stata il canadese Andrew Wiggins.

## Giocatori scelti al 1º giro
|   | Indica un giocatore che è stato inserito nella Naismith Memorial Basketball Hall of Fame                 |
|   | Indica un giocatore che è stato selezionato per almeno un All-Star Game ed è inserito in un All-NBA Team |
|   | Indica un giocatore che è stato selezionato per almeno un All-Star Game                                  |
|   | Indica un giocatore che è stato inserito in almeno un All-NBA Team                                       |
| * | Indica il giocatore che ha vinto il titolo di Rookie of the Year                                         |
| G | Indica un giocatore che ha vinto il titolo di NBA Most Valuable Player Award                             |
|   | Indica un giocatore che non ha mai giocato una partita in NBA                                            |

| Scelta | Giocatore         | Ruolo | Nazionalità              | Squadra NBA                           | Provenienza         |
| ------ | ----------------- | ----- | ------------------------ | ------------------------------------- | ------------------- |
| 1      | Andrew Wiggins *  | AP    | Canada                   | Cleveland Cavaliers                   | Kansas Jayhawks     |
| 2      | Jabari Parker     | AP    | Stati Uniti              | Milwaukee Bucks                       | Duke Blue Devils    |
| 3      | Joel Embiid       | C     | Camerun                  | Philadelphia 76ers                    | Kansas Jayhawks     |
| 4      | Aaron Gordon      | AG    | Stati Uniti              | Orlando Magic                         | Arizona Wildcats    |
| 5      | Danté Exum        | P     | Australia                | Utah Jazz                             | AIS                 |
| 6      | Marcus Smart      | G     | Stati Uniti              | Boston Celtics                        | OSU Cowboys         |
| 7      | Julius Randle     | AG    | Stati Uniti              | Los Angeles Lakers                    | Kentucky Wildcats   |
| 8      | Nik Stauskas      | G     | Canada                   | Sacramento Kings                      | Michigan Wolverines |
| 9      | Noah Vonleh       | AG    | Stati Uniti              | Charlotte Hornets                     | Indiana Hoosiers    |
| 10     | Elfrid Payton     | P     | Stati Uniti              | Philadelphia 76ers (ceduto a Orlando) | ULL Ragin' Cajuns   |
| 11     | Doug McDermott    | AP    | Stati Uniti              | Denver Nuggets (ceduto a Chicago)     | Creighton Bluejays  |
| 12     | Dario Šarić       | AG    | Croazia                  | Orlando Magic (ceduto a Philadelphia) | Anadolu Efes        |
| 13     | Zach LaVine       | P     | Stati Uniti              | Minnesota Timberwolves                | UCLA Bruins         |
| 14     | T.J. Warren       | AP    | Stati Uniti              | Phoenix Suns                          | NCSU Wolfpack       |
| 15     | Adreian Payne     | AG    | Stati Uniti              | Atlanta Hawks                         | MSU Spartans        |
| 16     | Jusuf Nurkić      | C     | Bosnia ed Erzegovina     | Chicago Bulls (ceduto a Denver)       | Cedevita Junior     |
| 17     | James Young       | A     | Stati Uniti              | Boston Celtics                        | Kentucky Wildcats   |
| 18     | Tyler Ennis       | P     | Canada                   | Phoenix Suns                          | Syracuse Orange     |
| 19     | Gary Harris       | G     | Stati Uniti              | Chicago Bulls (ceduto a Denver)       | MSU Spartans        |
| 20     | Bruno Caboclo     | AG    | Brasile                  | Toronto Raptors                       | Pinheiros           |
| 21     | Mitch McGary      | C     | Stati Uniti              | Oklahoma City Thunder                 | Michigan Wolverines |
| 22     | Jordan Adams      | G     | Stati Uniti              | Memphis Grizzlies                     | UCLA Bruins         |
| 23     | Rodney Hood       | AP    | Stati Uniti              | Utah Jazz                             | Duke Blue Devils    |
| 24     | Shabazz Napier    | P     | Stati Uniti / Porto Rico | Charlotte Hornets (ceduto a Miami)    | UConn Huskies       |
| 25     | Clint Capela      | AG    | Svizzera                 | Houston Rockets                       | Élan Chalon         |
| 26     | P.J. Hairston     | G     | Stati Uniti              | Miami Heat (ceduto a Charlotte)       | Texas Legends       |
| 27     | Bogdan Bogdanović | G     | Serbia                   | Phoenix Suns                          | Partizan            |
| 28     | C.J. Wilcox       | G     | Stati Uniti              | Los Angeles Clippers                  | Washington Huskies  |
| 29     | Josh Huestis      | AP    | Stati Uniti              | Oklahoma City Thunder                 | Stanford Cardinal   |
| 30     | Kyle Anderson     | A     | Stati Uniti              | San Antonio Spurs                     | UCLA Bruins         |

## Giocatori scelti al 2º giro
| Scelta | Giocatore              | Ruolo | Nazionalità             | Squadra NBA                                | Provenienza          |
| ------ | ---------------------- | ----- | ----------------------- | ------------------------------------------ | -------------------- |
| 31     | Damien Inglis          | AP    | Francia                 | Milwaukee Bucks                            | Roanne               |
| 32     | K.J. McDaniels         | AP    | Stati Uniti             | Philadelphia 76ers                         | Clemson Tigers       |
| 33     | Joe Harris             | G     | Stati Uniti             | Cleveland Cavaliers                        | Virginia Cavaliers   |
| 34     | Cleanthony Early       | AP    | Stati Uniti             | New York Knicks                            | WSU Shockers         |
| 35     | Jarnell Stokes         | AG    | Stati Uniti             | Utah Jazz (ceduto a Memphis)               | Tenn. Volunteers     |
| 36     | Johnny O'Bryant        | AG    | Stati Uniti             | Milwaukee Bucks                            | LSU Tigers           |
| 37     | DeAndre Daniels        | AP    | Stati Uniti             | Toronto Raptors                            | UConn Huskies        |
| 38     | Spencer Dinwiddie      | G     | Stati Uniti             | Detroit Pistons                            | Colorado Buffaloes   |
| 39     | Jerami Grant           | AP    | Stati Uniti             | Philadelphia 76ers                         | Syracuse Orange      |
| 40     | Glenn Robinson         | AP    | Stati Uniti             | Minnesota Timberwolves                     | Michigan Wolverines  |
| 41     | Nikola Jokić           | C     | Serbia                  | Denver Nuggets                             | Mega Belgrado        |
| 42     | Nick Johnson           | G     | Stati Uniti             | Houston Rockets                            | Arizona Wildcats     |
| 43     | Walter Tavares         | C     | Capo Verde              | Atlanta Hawks                              | Gran Canaria         |
| 44     | Markel Brown           | G     | Stati Uniti             | Minnesota Timberwolves (ceduto a Brooklyn) | OSU Cowboys          |
| 45     | Dwight Powell          | AG    | Canada                  | Charlotte Hornets                          | Stanford Cardinal    |
| 46     | Jordan Clarkson        | P     | Stati Uniti / Filippine | Washington Wizards (ceduto a L.A. Lakers)  | Missouri Tigers      |
| 47     | Russ Smith             | P     | Stati Uniti             | Philadelphia 76ers (ceduto a New Orleans)  | Louisville Cardinals |
| 48     | Lamar Patterson        | G     | Stati Uniti             | Milwaukee Bucks (ceduto a Atlanta)         | Pittsburgh Panthers  |
| 49     | Cameron Bairstow       | AG    | Australia               | Chicago Bulls                              | New Mexico Lobos     |
| 50     | Alec Brown             | C     | Stati Uniti             | Phoenix Suns                               | Green Bay Phoenix    |
| 51     | Thanasīs Antetokounmpo | AP    | Grecia                  | New York Knicks                            | Delaware 87ers       |
| 52     | Vasilije Micić         | P     | Serbia                  | Philadelphia 76ers                         | Mega Belgrado        |
| 53     | Alessandro Gentile     | AP    | Italia                  | Minnesota Timberwolves (ceduto a Houston)  | Olimpia Milano       |
| 54     | Nemanja Dangubić       | G     | Serbia                  | Philadelphia 76ers (ceduto a San Antonio)  | Mega Belgrado        |
| 55     | Semaj Christon         | P     | Stati Uniti             | Miami Heat (ceduto a Charlotte)            | Xavier Musketeers    |
| 56     | Devyn Marble           | G     | Stati Uniti             | Orlando Magic                              | Iowa Hawkeyes        |
| 57     | Louis Labeyrie         | AG    | Francia                 | Indiana Pacers                             | Paris-Levallois      |
| 58     | Jordan McRae           | G     | Stati Uniti             | San Antonio Spurs                          | Tenn. Volunteers     |
| 59     | Xavier Thames          | P     | Stati Uniti             | Toronto Raptors                            | SDSU Aztecs          |
| 60     | Cory Jefferson         | AG    | Stati Uniti             | San Antonio Spurs                          | Baylor Bears         |